# Équipe de Norvège de football
Cet article traite de l'équipe masculine. Pour l'équipe féminine, voir Équipe de Norvège féminine de football.
Maillots
L'équipe de Norvège de football est constituée par une sélection des meilleurs joueurs norvégiens sous l'égide de la Fédération de Norvège de football.
En 2025, elle est, avec le Sénégal, l’une des deux seules équipes nationales au monde que l'équipe du Brésil a rencontrée et n'a jamais réussi à battre. En quatre rencontres, la Norvège s'impose en effet à deux reprises (4-2 en amical en 1997 et 2-1 en coupe du monde en 1998) et obtient deux matchs nuls en amical sur le score de 1-1 (en 1988 et en 2006).

## Histoire

### Les débuts de la Norvège
La fédération de Norvège de football (Norges Fotballforbund) est fondée en 1902. Elle est affiliée à la FIFA depuis 1908. L’équipe de Norvège de football (Norges herrelandslag i fotball) dispute sa première rencontre officielle le 12 juillet 1908 contre sa voisine, la Suède, s'inclinant lourdement 11 buts à 3. La Norvège encaisse la plus large défaite de son histoire contre le Danemark le 7 octobre 1917 (12-0). Le 28 août 1920 à Anvers, elle signe un coup d'éclat sans lendemain aux Jeux olympiques en humiliant et éliminant au premier tour la Grande-Bretagne, double tenante du titre et favorite du tournoi, sur le score sans appel de 3 à 1.

### La médaille de bronze aux Jeux olympiques de 1936
Absente des Jeux olympiques en 1924 et 1928 et non inscrite pour les deux premières éditions de la Coupe du monde de 1930 et 1934, la Norvège se distingue lors du tournoi olympique de 1936 en effectuant un parcours remarquable récompensé par une médaille. Large vainqueur de la Turquie en huitième de finale (4 buts à 0), la Norvège créé la sensation en quart de finale en écartant l’Allemagne, organisateur et grand favori, sur le score de 2 buts à 0. En demi-finale, le 10 août 1936, elle maintient son niveau et résiste à l’Italie, championne du monde en titre, s'inclinant de peu après prolongation, 2 buts à 1. Trois jours plus tard, elle décroche la médaille de bronze olympique à Berlin, en marquant le but décisif contre la Pologne en fin de match (victoire 3 buts à 2), signant ainsi sa meilleure performance aux Jeux olympiques.

### La Coupe du monde 1938
La Norvège parvient l'année suivante à se qualifier pour la phase finale de la Coupe du monde dès sa première inscription, en dominant la république d'Irlande au tour préliminaire (3-2 à l'aller à domicile, 3-3 au retour). En huitième de finale de la coupe du monde 1938 en France, la Norvège est opposée à l'Italie, tenante du titre et tête de série. Comme lors de la demi-finale olympique opposant ces deux équipes deux ans plus tôt, la rencontre est très disputée et le scénario identique : ouverture du score italienne en première période, égalisation norvégienne en seconde période, et qualification italienne arrachée sur un but marqué en début de prolongation (score final : 2-1). Éliminée difficilement par le futur champion du monde, la Norvège quitte le tournoi mondial la tête haute.

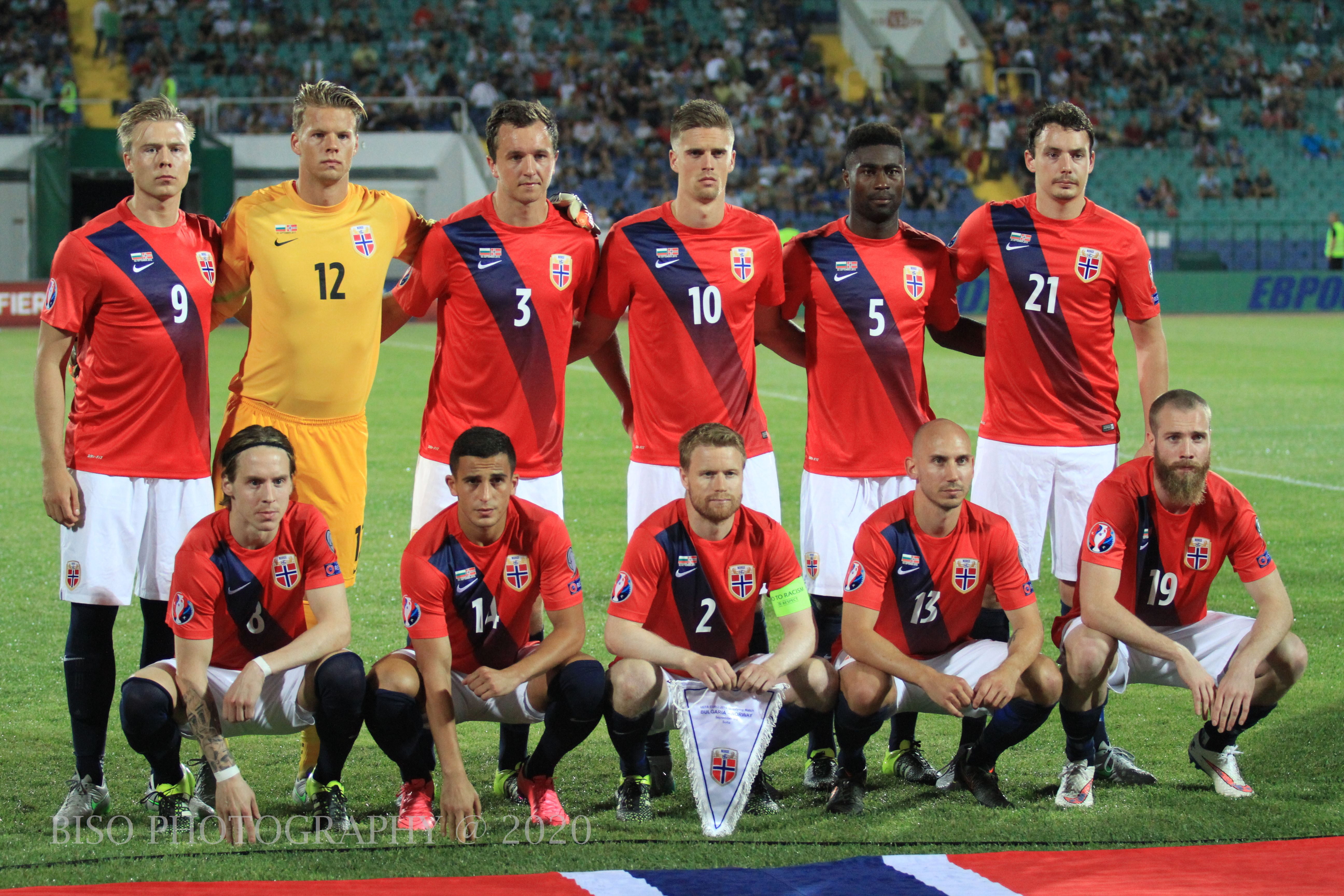
Équipe de Norvège, 3-09-2015

### De 1938 à 1993: le très long passage à vide des Norvégiens
Après la Seconde Guerre mondiale et l’occupation nazie sur le pays, l’équipe de Norvège enregistre la plus large victoire de son histoire, à domicile, contre l’équipe de Finlande, le 28 juin 1946, sur le score de 12 buts à 0. La fédération de Norvège de football est membre de l'UEFA depuis sa création en 1954. Durant cette longue période, jusqu'en 1990, l’équipe de Norvège est l'une des plus modestes d'Europe et, que ce soit en Championnat d'Europe ou en Coupe du monde, elle échoue régulièrement en phase préliminaire, le plus souvent à la dernière place de son groupe éliminatoire. Elle réalise toutefois un bon parcours lors des éliminatoires des mondiaux 1966 et 1978, en se classant deuxième de son groupe respectivement derrière la France et la Suède. La Norvège amorce son renouveau en 1991 lors des éliminatoires de l'Euro 1992, en battant notamment l'Italie et en terminant un groupe dominé par l'URSS à la troisième place, juste derrière l'Italie. Elle confirme ensuite en remportant brillamment en 1993 son groupe de qualification pour la Coupe du monde 1994, devant les Pays-Bas, également qualifiés, et devant l'Angleterre, qui est éliminée, en concédant une seule défaite en dix matchs (sept victoires). Son parcours en campagne éliminatoire lui permet même de s'octroyer la seconde place du classement FIFA des nations en octobre 1993.

### 1994-2000: retour sur la scène internationale
La Norvège aborde la phase finale aux États-Unis en sérieux outsider. Le groupe de la Norvège, en compagnie du Mexique, de l'Irlande et de l'Italie, au premier tour de la Coupe du monde 1994 est particulièrement relevé et serré. Les quatre équipes remportent en effet chacune un match sur le plus petit écart, obtiennent un score nul et concèdent une défaite. Elles terminent donc à égalité de points et de différence de buts ! C'est le nombre de buts marqués qui sert alors de critère de départage. La Norvège, forte d'une solide défense, n'a marqué qu'un seul but et manque de se qualifier pour les huitièmes de finale en étant classée dernière du groupe, tandis que les trois autres sont qualifiés. La campagne éliminatoire de l'Euro 1996 n'est pas plus heureuse pour la Norvège qui échoue à nouveau après une lutte serrée : troisième de son groupe à seulement un point derrière la Tchéquie, future finaliste du tournoi, et devancée par les Pays-Bas à la différence de buts pour une place de barragiste. La phase éliminatoire pour le mondial 1998 est en revanche une formalité pour la Norvège qui remporte nettement son groupe en terminant invaincue. Ces résultats préliminaires augurent de la meilleure performance des Norvégiens dans une coupe du monde, quelques mois plus tard en juin 1998 en France. Après deux nuls face au Maroc et à l’Écosse, la Norvège remporte une victoire historique 2-1 contre le Brésil lors de la troisième journée et composte son billet pour le second tour. Elle s'incline de peu en huitièmes de finale, face à l'Italie 0-1 à Marseille. Lors des éliminatoires à l'Euro 2000, la Norvège hérite d'adversaires à sa portée comme la Slovénie ou la Grèce. Elle domine largement et sans surprise son groupe (huit victoires en dix matchs), et se qualifie ainsi pour la première fois pour une phase finale de championnat d'Europe des nations. La Norvège débute parfaitement l'Euro 2000 en battant l’Espagne (1-0) lors de la première journée. Malgré une défaite contre la Yougoslavie (0-1), elle a son destin entre ses mains lors de la dernière journée où il lui suffit de battre la Slovénie. Mais, incapable de marquer, elle laisse passer sa chance et concède le nul (0-0) contre un adversaire qu'elle avait pourtant surclassé lors des éliminatoires (4-0 et 2-1). À égalité de points avec la Yougoslavie, la Norvège doit céder à celle-ci la deuxième place qualificative du groupe derrière l'Espagne à la différence de buts particulière. Éliminée de peu au premier tour, la Norvège se console en terminant meilleure défense du tournoi. L'hebdomadaire France Football désignera la Norvège comme meilleure équipe Européenne de l'année en 1999.

### La Norvège depuis 2000
Depuis 2000, la Norvège n’a plus participé à une compétition internationale. L’équipe de Norvège frôla de peu l’Euro 2004, en s’inclinant aux barrages contre l’Espagne.
Dès lors, son classement FIFA s'effondra et elle se retrouva en 52e position en juillet 2006 (son pire classement jusqu'alors). L'équipe scandinave échoua à se qualifier à nouveau pour l'Euro 2008. Cependant, les joueurs Norvégiens restent des valeurs sûres pour les championnats où le physique est prépondérant comme l'Angleterre ou l'Allemagne. Le 8 décembre 2008, le sélectionneur Åge Hareide démissionne pour une série de mauvais résultats (aucune victoire en 2008). Il est remplacé par l'emblématique Egil Olsen le 14 janvier 2009.
La Norvège s'inclina également en barrages à l'occasion des éliminatoires pour la Coupe du monde 2006 (battue à deux reprises sur le score de 0-1 par la Tchéquie), des éliminatoires pour l'Euro 2016 (battue à domicile 0-1 à l'aller puis 1-2 à l'extérieur lors du match retour par la Hongrie) et des éliminatoires pour l'Euro 2020 (battue à domicile en demi-finale de barrage dans la voie C par la Serbie sur le score de 1-2 en prolongations).
Le seul fait d'arme notable de la Norvège sur les 20 dernières années est sa promotion en Ligue B pour l'édition 2020-2021 de Ligue des nations, après avoir remporté sa poule de Ligue C lors de l'édition 2018-2019 (4 victoires, un nul et une défaite), une position qui lui a en outre permis de disputer les barrages qualificatifs pour l'Euro 2021, puisque les Scandinaves n'ont terminé qu'à la 3e place de leur groupe de qualification. Cependant la Norvège, bien qu'emmenée par quelques individualités évoluant dans des clubs européens régulièrement qualifiés pour des Coupes d'Europe (Erling Haaland et Martin Ødegaard entre autres), n'affiche pas un jeu collectif de qualité et peine à se procurer des occasions franches face à la Serbie contre laquelle elle s'incline sur le score de 1-2 en prolongations en demi-finale de barrage dans la voie C, au terme d'un match globalement maîtrisé par les Serbes.
La Norvège franchit toutefois un cap le 17 novembre 2024 en obtenant une promotion historique en Ligue A (la ligue la plus élevée et prestigieuse) dans le cadre de la Ligue des nations 2024-2025, grâce à une victoire 5-0 à domicile lors de la dernière journée face au Kazakhstan conjuguée à l'absence de victoire de l'Autriche à domicile face à la Slovénie (1-1). Erling Haaland, auteur d'un triplé lors de cette dernière victoire face aux Kazakhs, est le meilleur buteur de la Ligue B avec 7 réalisations.

## Sélectionneurs
Avant 1953, c'est un comité de sélection qui sélectionnait les joueurs.
Mis à jour le 19 juin 2025.
| Sélectionneur                          | Période   | Matchs | Gagnés | Nuls | Perdus | Gagnés % |
| -------------------------------------- | --------- | ------ | ------ | ---- | ------ | -------- |
| Wilhelm Kment                          | 1953-1955 | 26     | 7      | 7    | 12     | 26,3     |
| Ron Lewin                              | 1956-1957 | 17     | 5      | 4    | 8      | 29,4     |
| Edmund Majowski                        | 1958      | 5      | 3      | 1    | 1      | 60       |
| Ragnar Larsen                          | 1958      | 1      | 0      | 0    | 1      | 0        |
| Kristian Henriksen                     | 1959      | 10     | 3      | 0    | 7      | 30       |
| Wilhelm Kment                          | 1960-1962 | 20     | 6      | 2    | 12     | 30       |
| Ragnar Larsen                          | 1962-1966 | 33     | 11     | 7    | 15     | 33,33    |
| Wilhelm Kment                          | 1967-1969 | 25     | 9      | 3    | 13     | 36       |
| Øivind Johannessen                     | 1970-1971 | 17     | 4      | 2    | 11     | 23,5     |
| George Curtis                          | 1972-1974 | 17     | 3      | 2    | 12     | 17,6     |
| Kjell Schou-Andreassen Nils Arne Eggen | 1974-1977 | 27     | 6      | 4    | 17     | 22,22    |
| Tor Røste Fossen                       | 1978-1987 | 94     | 28     | 28   | 38     | 29,8     |
| Tord Grip                              | 1987-1988 | 7      | 0      | 4    | 3      | 0        |
| Ingvar Stadheim                        | 1988-1990 | 24     | 5      | 8    | 11     | 20,8     |
| Egil Olsen                             | 1990-1998 | 88     | 46     | 26   | 16     | 52,3     |
| Nils Johan Semb                        | 1998-2003 | 68     | 29     | 21   | 18     | 42,6     |
| Åge Hareide                            | 2004-2008 | 58     | 24     | 18   | 16     | 41,4     |
| Egil Olsen                             | 2009-2013 | 48     | 24     | 8    | 16     | 50       |
| Per-Mathias Høgmo                      | 2013-2016 | 35     | 10     | 7    | 18     | 28,6     |
| Lars Lagerbäck                         | 2017-2020 | 34     | 18     | 8    | 8      | 52,9     |
| Leif Gunnar Smerud                     | 2020      | 1      | 0      | 1    | 0      | 0        |
| Ståle Solbakken                        | 2020-     | 46     | 26     | 9    | 11     | 56,52    |

## Principaux joueurs
(parmi les joueurs ayant au moins 30 sélections)
| - Henning Berg (d) - Stig Inge Bjørnebye (d) - Rune Bratseth (d) - Arne Brustad (a) - John Carew (a) - Dan Eggen (d) - Jan Åge Fjørtoft (a) | - Jostein Flo (m) - Tore André Flo (a) - Svein Grøndalen (d) - Einar Gundersen (a) - Brede Hangeland (d) - Harald Hennum (a) - Odd Iversen (a) | - Steffen Iversen (a) - Mini Jakobsen (a) - Ronnie Johnsen (d) - Jørgen Juve (a) - Terje Kojedal (d) - Øyvind Leonhardsen (m) - Erik Mykland (m) | - Morten Gamst Pedersen (m) - Kjetil Rekdal (m) - John Arne Riise (d) - Ole Gunnar Solskjær (a) - Thorbjørn Svenssen (d) - Gunnar Thoresen (a) - Erik Thorstvedt (g) | - Alf-Inge Håland (a) - Martin Ødegaard (m) - Erling Haaland (a) |

## Records
| Rang | Sélections | Joueur             | Carrière  | Buts |
| ---- | ---------- | ------------------ | --------- | ---- |
| 1    | 110        | John Arne Riise    | 2000-2013 | 16   |
| 2    | 104        | Thorbjørn Svenssen | 1947-1962 | 0    |
| 3    | 100        | Henning Berg       | 1992-2004 | 9    |
| 4    | 97         | Erik Thorsvedt     | 1982-1996 | 0    |
| 5    | 91         | John Carew         | 1998-2011 | 24   |
| 5    | 91         | Brede Hangeland    | 2002-2014 | 4    |
| 7    | 86         | Øyvind Leonhardsen | 1990-2003 | 19   |
| 8    | 83         | Morten Pedersen    | 2004-2014 | 17   |
| 8    | 83         | Kjetil Rekdal      | 1987-2000 | 17   |
| 10   | 79         | Steffen Iversen    | 1998-2011 | 21   |

| Rang | Buts | Joueur            | Carrière  | Sélections | Ratio |
| ---- | ---- | ----------------- | --------- | ---------- | ----- |
| 1    | 42   | Erling Haaland    | 2019-     | 43         | 0,98  |
| 2    | 33   | Jørgen Juve       | 1928-1937 | 45         | 0,73  |
| 3    | 26   | Einar Gundersen   | 1917-1928 | 33         | 0,78  |
| 4    | 25   | Herald Hennum     | 1949-1960 | 43         | 0,58  |
| 5    | 24   | Alexander Sørloth | 2016-     | 63         | 0,36  |
| 5    | 24   | John Carew        | 1998-2011 | 91         | 0,26  |
| 6    | 23   | Ole Solskjær      | 1995-2007 | 67         | 0,34  |
| 6    | 23   | Tore André Flo    | 1995-2004 | 76         | 0,3   |
| 8    | 22   | Gunnar Thoresen   | 1946-1959 | 64         | 0,34  |
| 9    | 21   | Steffen Iversen   | 1998-2011 | 79         | 0,26  |

Les joueurs en gras sont encore en activité.

## Palmarès

### Classement FIFA
| Année              | 1993 | 1994 | 1995 | 1996 | 1997 | 1998 | 1999 | 2000 | 2001 | 2002 | 2003 | 2004 | 2005 | 2006 | 2007 | 2008 | 2009 | 2010 | 2011 | 2012 | 2013 | 2014 | 2015 | 2016 | 2017 | 2018 | 2019 | 2020 | 2021 | 2022 | 2023 | 2024 |
| ------------------ | ---- | ---- | ---- | ---- | ---- | ---- | ---- | ---- | ---- | ---- | ---- | ---- | ---- | ---- | ---- | ---- | ---- | ---- | ---- | ---- | ---- | ---- | ---- | ---- | ---- | ---- | ---- | ---- | ---- | ---- | ---- | ---- |
| Classement mondial | 4    | 8    | 10   | 14   | 13   | 14   | 7    | 14   | 26   | 26   | 42   | 35   | 38   | 50   | 29   | 59   | 32   | 12   | 25   | 24   | 54   | 67   | 54   | 83   | 59   | 46   | 44   | 44   | 41   | 43   | 44   | 43   |

### Parcours enCoupe du monde de football
| Ann  | Position           |      | Année              | Position |                       | Année | Position |
| 1930 | Non inscrite       | 1974 | Non qualifiée      | 2010     | Non qualifiée         |       |          |
| 1934 | Non inscrite       | 1978 | Non qualifiée      | 2014     | Non qualifiée         |       |          |
| 1938 | Huitième de finale | 1982 | Non qualifiée      | 2018     | Non qualifiée         |       |          |
| 1950 | Non inscrite       | 1986 | Non qualifiée      | 2022     | Non qualifiée         |       |          |
| 1954 | Non qualifiée      | 1990 | Non qualifiée      | 2026     | Éliminatoire en cours |       |          |
| 1958 | Non qualifiée      | 1994 | 1er tour           | 2030     | À venir               |       |          |
| 1962 | Non qualifiée      | 1998 | Huitième de finale | 2034     | À venir               |       |          |
| 1966 | Non qualifiée      | 2002 | Non qualifiée      |          |                       |       |          |
| 1970 | Non qualifiée      | 2006 | Non qualifiée      |          |                       |       |          |

### Parcours enChampionnat d'Europe de football
| Année | Position      |      | Année         | Position |               | Année | Position |
| 1960  | Non qualifée  | 1988 | Non qualifiée | 2016     | Non qualifiée |       |          |
| 1964  | Non qualifée  | 1992 | Non qualifiée | 2020     | Non qualifiée |       |          |
| 1968  | Non qualifiée | 1996 | Non qualifiée | 2024     | Non qualifiée |       |          |
| 1972  | Non qualifiée | 2000 | 1er tour      | 2028     | À venir       |       |          |
| 1976  | Non qualifiée | 2004 | Non qualifiée | 2032     | À venir       |       |          |
| 1980  | Non qualifiée | 2008 | Non qualifiée |          |               |       |          |
| 1984  | Non qualifiée | 2012 | Non qualifiée |          |               |       |          |

### Parcours enLigue des nations de l'UEFA
| Édition   | Ligue | Phase de Groupe | Phase de Groupe | Phase de Groupe | Phase de Groupe | Phase de Groupe | Phase de Groupe | Phase de Groupe | Phase finale | Phase finale | Phase finale | Phase finale | Phase finale | Phase finale | Phase finale | Phase finale |
| Édition   | Ligue | Class.          | M               | V               | N               | D               | bp              | bc              | Pays hôte    | Résultat     | M            | V            | N            | D            | bp           | bc           |
| --------- | ----- | --------------- | --------------- | --------------- | --------------- | --------------- | --------------- | --------------- | ------------ | ------------ | ------------ | ------------ | ------------ | ------------ | ------------ | ------------ |
| 2018-2019 | C     | 1/4             | 6               | 4               | 1               | 1               | 7               | 2               | 2019         | Inéligible   | Inéligible   | Inéligible   | Inéligible   | Inéligible   | Inéligible   | Inéligible   |
| 2020-2021 | B     | 2/4             | 6               | 3               | 1               | 2               | 12              | 10              | 2021         | Inéligible   | Inéligible   | Inéligible   | Inéligible   | Inéligible   | Inéligible   | Inéligible   |
| 2022-2023 | B     | 2/4             | 6               | 3               | 1               | 2               | 7               | 7               | 2023         | Inéligible   | Inéligible   | Inéligible   | Inéligible   | Inéligible   | Inéligible   | Inéligible   |
| 2024-2025 | B     | 1/4             | 6               | 4               | 1               | 1               | 15              | 7               | 2025         | Inéligible   | Inéligible   | Inéligible   | Inéligible   | Inéligible   | Inéligible   | Inéligible   |
| Total     | Total | Total           | 24              | 14              | 4               | 6               | 41              | 26              | Total        | Total        | 0            | 0            | 0            | 0            | 0            | 0            |

## Identité visuelle

Ancien logo
Nouveau logo